# Iglesia de Santa Maria della Strada
La iglesia de Santa María della Strada (o de Santa Maria degli Altieri) fue un templo católico en Roma ligado a la Compañía de Jesús.

## Historia
La iglesia tiene origen en el siglo XII, ligada a la familia Astalli o Astaris y bajo este nombre fue conocida la iglesia en sus primeros siglos. Hacia el siglo XV se pintaría en el templo un fresco de la Virgen y el Niño que sería conocida como Madonna della Strada, dando un nuevo nombre a la iglesia. Para entonces la iglesia se encontraba situada en medio de una calle de gran afluencia de los peregrinos que visitaban Roma, al situarse en el itinerario que conectaba la Archibasílica de San Juan de Letrán con la de San Pedro del Vaticano.
Ignacio de Loyola alquilara una casa cercana a su llegada a Roma y comenzará a frecuentar esta iglesia. En esta coincidirá con san Felipe Neri.
El 18 de febrero de 1540, Paulo III, nombra como párroco de la pequeña iglesia a Pietro Codacio, prelado lombardo perteneciente a la Curia que se había unido recientemente a la Compañía siendo el primero italiano en hacerlo. El 19 de agosto de ese mismo año los jesuitas adquieren una huerta anexa a la iglesia y comienzan a construir su residencia.

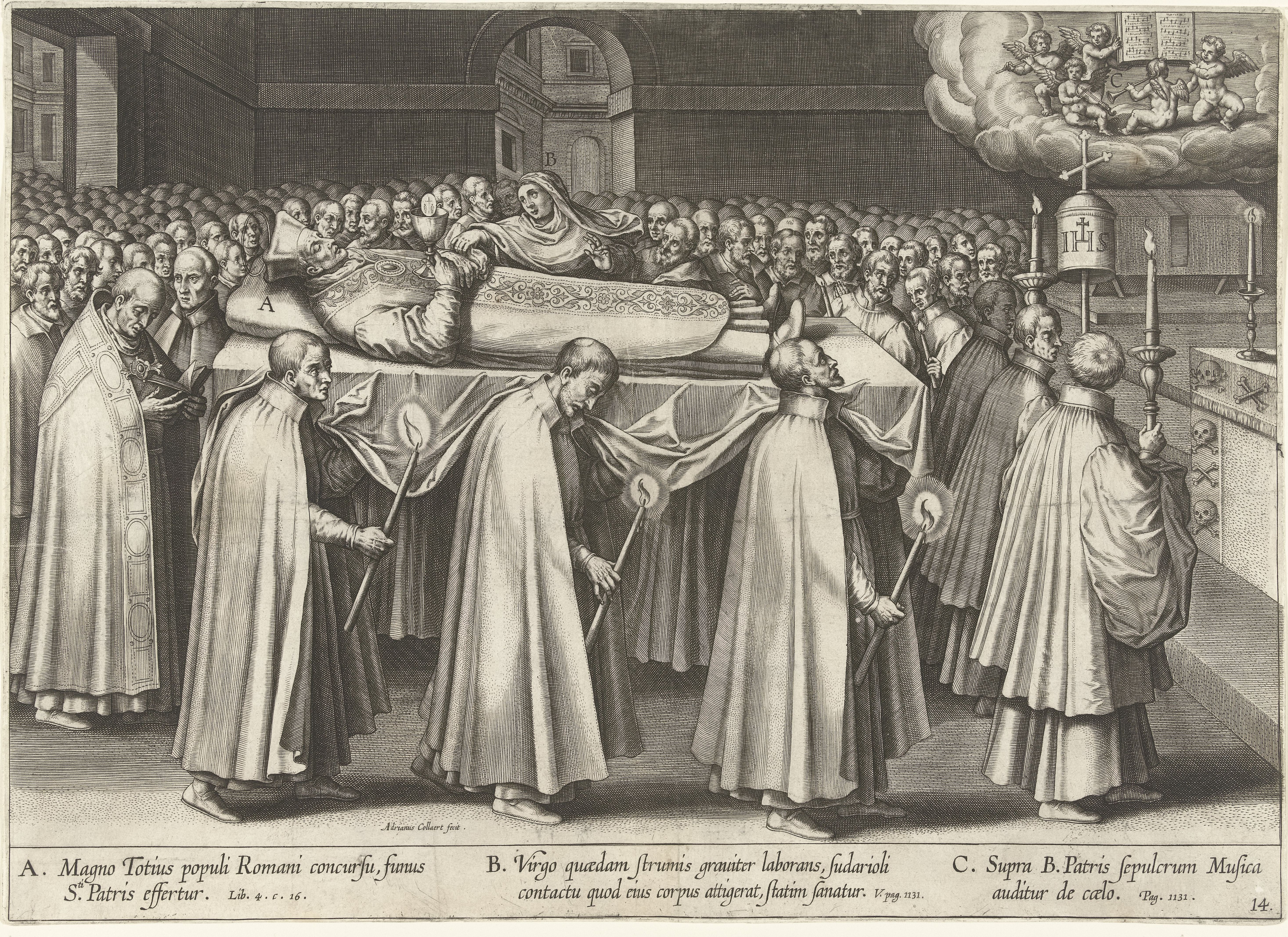
Entierro de Ignacio de Loyola en la iglesia (grabado de 1610 según dibujo de Adriaen Collaert)

Al año siguiente, tras la renuncia espontánea de Pietro Codacio, Paulo III concede a perpetuidad la iglesia y su parroquialidad a la Compañía de Jesús mediante la bula Sacrosanctae Romanae Ecclesiae, otorgada el 24 de junio de 1541. Unos meses más tarde, el 15 de mayo de 1542 los jesuitas toman posesión de la iglesia. Adicionalmente, mediante motupropio de 5 de diciembre de 1542, Paulo III suprimiría las pequeñas parroquias cercanas de San Andrés della Frata o dei Fabi, de San Nicolò dello Monte y de los santos Vicente y Anastasio; y transferiría sus jurisdicciones a la iglesia de Santa Maria della Strada.En 1549 su parroquialidad se trasladó a la cercana iglesia de San Marcos.
Tras la muerte de Ignacio de Loyola el 31 de julio de 1556 en la casa profesa de la que ahora formaba parte el templo, su cuerpo fue enterrado en esta iglesia, en concreto en el lado derecho del altar mayor de la iglesia. Sobre el lugar donde se depositó su cuerpo, se dispuso una placa de mármol negro.
La iglesia fue demolida para permitir la construcción de la nueva iglesia del Gesú hacia 1570. La imagen titular de la iglesia, la Madonna della Strada, fue llevada a cercana basílica de San Marcos y, una vez acabada la iglesia del Gesú, trasladada a una capilla donde permanece hasta hoy. Así mismo el cuerpo de San Ignacio sería trasladado a esta última iglesia, siendo definitivamente trasladados en 1622 a una rica capilla en el lado del Evangelio del crucero.

### Individuales
1. ↑  Moralejo Ortega, Macarena (30 de junio de 2003). «Una nota manuscrita de Francisco de Toledo, S.I., sobre la construcción de la iglesia de Il Gesú». Archivo Español de Arte 76 (302): 169-176. ISSN 1988-8511. doi:10.3989/aearte.2003.v76.i302.290. Consultado el 25 de julio de 2023.
2. ↑  Ribadeneyra, Pedro de (1863). «Capítulo V. Como se fundaron los colegios de Coímbra, Goa y la casa de Roma.». Vida de San Ignacio de Loyola: fundador de la religion de la Compañía de Jesús. Libreria de la Viuda e Hijos de J. Subirana, editores. p. 256. Consultado el 24 de junio de 2024.
3. 1 2  «15. Bulla secunda Paulus III». Monumenta Ignatiana ex autographis vel ex antiquioribus exemplis collecta. Series Tertiae (en latín). Vol. I: Monumenta Consitutionum praevia. Roma: Borgo S. Spirito. 1934. pp. 69-77.
4. ↑  Pecchiai, 1952, p. 6.
5. ↑  Fois, Mario (1991). «L'insegnamento Delle Lettere Al Collegio Romano». Archivum Historiae Pontificiae 29: 42-60. ISSN 0066-6785. Consultado el 25 de julio de 2023.
6. ↑  Ribadeneira, Pedro de (1863). «Capítulo V. - Como fundaron los colegios de Coimbra, Goa, y la casa de Roma.». Vida de San Ignacio de Loyola, etc. Barcelona: Viuda e hijos de J. Subirana. pp. 255-256. Consultado el 8 de enero de 2024.
7. ↑  Manacorda, Daniele (1988). «Una perduta chiesa romana: San Nicola dello Monte». Prospettiva (53/56): 75-79. ISSN 0394-0802. Consultado el 3 de agosto de 2024.
8. ↑  Pecchiai, 1952, p. 7.
9. ↑  Ribadeneira, Pedro de (1863). «Capítulo V. - Como fundaron los colegios de Coimbra, Goa, y la casa de Roma.». Vida de San Ignacio de Loyola, etc. Barcelona: Viuda e hijos de J. Subirana. pp. 509-510. Consultado el 8 de enero de 2024.